# NA-2311
La NA-2311 es una carretera que une la NA-2310 con el pueblo de Tajonar.

## Recorrido
| Denominación | Kilómetro | Salida              | Carretera           | Dirección           |
| ------------ | --------- | ------------------- | ------------------- | ------------------- |
| NA-2311      | 0         |                     | NA-2310             | Pamplona Mutilva    |
| NA-2311      | 0         | Travesía de Tajonar | Travesía de Tajonar | Travesía de Tajonar |
| NA-2311      | 1         |                     | NA-2310             | Zolina Aranguren    |

- Datos: Q12264089